# Wspólnota administracyjna Buttstädt
Wspólnota administracyjna Buttstädt (niem. Verwaltungsgemeinschaft Buttstädt) – dawna wspólnota administracyjna w Niemczech, w kraju związkowym Turyngia, w powiecie Sömmerda. Siedziba wspólnoty znajdowała się w mieście Buttstädt. Powstała 1 stycznia 1991.
Wspólnota administracyjna zrzeszała dziesięć gmin, w tym jedną gminę miejską (Stadt) oraz dziewięć gmin wiejskich (Gemeinde): 
1. Buttstädt, miasto
2. Ellersleben
3. Eßleben-Teutleben
4. Großbrembach
5. Guthmannshausen
6. Hardisleben
7. Kleinbrembach
8. Mannstedt
9. Olbersleben
10. Rudersdorf

1 stycznia 2019 wspólnota została rozwiązana a wszystkie gminy wiejskie przyłączono do miasta Buttstädt, które stało się gminą wiejską (Landgemeinde). Gminy te natomiast stały się jej dzielnicami (Ortsteil).